# Eulalia Vicenti
Eulalia Vicenti Díez de Tejada (Madrid, 1884 - Porto, 1979) fue una periodista y política española defensora de los derechos de las mujeres.

## Trayectoria
Eulalia Taboada Díez de Tejada, hija natural de Luis Taboada Coca, fue reconocida como hija por Alfredo Vicenti a la muerte de Taboada en 1906. 
Durante la República militó en Acción Republicana, una agrupación política progresista que había sido fundada en 1925 por Manuel Azaña.
Periodista, política y feminista, colaboró en la prensa republicana defendiendo los derechos de las mujeres. Escribió al periódico Luz, solicitando la emisión de un sello de correos con la efigie de Concepción Arenal.
Publicó artículos en la revista Cultura integral y femenina, creada por las líderes del movimiento feminista intelectual republicano, profesionales de clase media, abogadas, catedráticas, escritoras o periodistas, algunas de ellas incorporadas a las logias masónicas y que llegaron a alcanzar actas de diputadas, como Clara Campoamor. La revista pretendía lograr la emancipación de la mujer a través de la cultura y el conocimiento.
En junio de 1936 tras la victoria del Frente Popular, Eulalia Vicenti junto con Luisa Carnés, María Teresa León, Elena Fortún, Matilde Ras y otras intelectuales de la época, formó parte de un homenaje a Clara Campoamor por la consecución del voto femenino el 1 de octubre de 1931 y la defensa de los derechos de las mujeres.

Por haber promovido la concesión del voto femenino y como defensora ferviente de los derechos de la mujer, va a tributarse a Clara Campoamor un homenaje, que consistirá en la edición de un folleto donde estén contenidas las reiteradas intervenciones de la presidenta de Unión Republicana Femenina en las Cortes constituyentes al discutirse la igualdad política y civil de uno y otro sexo
El Sol (Madrid), 11 de junio de 1936, p.4: “ Edición de un folleto. Homenaje a Clara Campoamor”

Fue secretaria del Comité de Relaciones Exteriores de la Liga Internacional de Mujeres Ibéricas y Hispanoamericanas (1932).
Falleció en 1979 en la portuguesa ciudad de Porto. Entre sus descendientes figura Jorge Chaminé, barítono, medalla de los Derechos Humanos de la Unesco y presidente-fundador del CEM.